# Haymarket (Wirginia)
Haymarket – miasto w Stanach Zjednoczonych, w stanie Wirginia, w hrabstwie Prince William.